# Sebastian Aho (fiński hokeista)
Sebastian Aho (ur. 26 lipca 1997 w Raumie) – fiński hokeista, reprezentant Finlandii.
Jego ojciec Harri (ur. 1968) także był hokeistą.

## Kariera
- Kärpät U16 (2011-2013)
- Kärpät U18 (2012-2013)
- Kärpät U20 (2013-2015)
- Kärpät (2013-2016)
  -  Ässät (2014)
- Carolina Hurricanes (2016-)

Wychowanek klubu Oulun Kärpät. Przeszedł kolejne szczeble w juniorskich zespołach klubu. Od sezonu Liiga (2013/2014) rozpoczął występy w seniorskiej lidze fińskiej. W KHL Junior Draft z 2014 do rosyjskich rozgrywek KHL został wybrany przez klub Siewierstal Czerepowiec. W drafcie NHL z 2015 został wybrany przez Carolina Hurricanes. W maju 2014 przedłużył kontrakt z Kärpät o trzy lata. Od czerwca 2016 zawodnik Carolina Hurricanes, związany kontraktem wstępującym w NHL. W połowie 2019 przedłużył kontrakt o pięć lat.
Został reprezentantem Finlandii. Uczestniczył w turniejach mistrzostw świata do lat 18 edycji 2014, 2015, mistrzostw świata do lat 20 edycji 2015, 2016. W kadrze seniorskiej uczestniczył w turniejach mistrzostw świata edycji 2016, 2017, 2018, Pucharu Świata 2016.
W trakcie kariery określany pseudonimem Sepe.

## Sukcesy
Reprezentacyjne
- Złoty medal zimowych igrzysk olimpijskich młodzieży: 2013
- Srebrny medal mistrzostw świata juniorów do lat 18: 2015
- Złoty medal mistrzostw świata juniorów do lat 20: 2016
- Srebrny medal mistrzostw świata: 2016

Klubowe
- Złoty medal Jr. B SM-sarja: 2013 z Kärpät U18
- Srebrny medal Jr. B SM-sarja: 2014 z Kärpät U20
- Złoty medal mistrzostw Finlandii: 2014, 2015 z Kärpät
- Brązowy medal mistrzostw Finlandii: 2016 z Kärpät

Indywidualne
- Jr. C SM-sarja 2011/2012:
  - Trofeum Timo Jutili - najlepszy debiutant sezonu
- Jr. B SM-sarja 2012/2013:
  - Skład gwiazd
- Jr. A SM-sarja 2013/2014:
  - Najlepszy pierwszoroczniak miesiąca - wrzesień 2013
  - Najlepszy pierwszoroczniak sezonu - trofeum Yrjö Hakali
  - Drugi skład gwiazd
- Mistrzostwa Świata Juniorów w Hokeju na Lodzie 2016/Elita:
  - Trzecie miejsce w klasyfikacji strzelców turnieju: 5 goli[6]
  - Drugie miejsce w klasyfikacji asystentów turnieju: 9 asyst[7]
  - Drugie miejsce w klasyfikacji kanadyjskiej turnieju: 14 punktów[8]
  - Drugie miejsce w klasyfikacji +/- turnieju: +9[9]
  - Jeden z trzech najlepszych zawodników reprezentacji na turnieju[10]
- Liiga (2014/2015):
  - Zdobywca gola przesądzającego o mistrzostwie, w siódmym meczu finałów (4:3) podczas drugiej dogrywki w 81. minucie gry[11].
- Liiga (2015/2016):
  - Czwarte miejsce w klasyfikacji strzelców w sezonie zasadniczym: 20 goli[12]
  - Pierwsze miejsce w klasyfikacji +/- w sezonie zasadniczym: +26[13] (Trofeum Mattiego Keinonena)
  - Trzecie miejsce w klasyfikacji asystentów w fazie play-off: 11 asyst[14]
  - Piąte miejsce w klasyfikacji kanadyjskiej w fazie play-off: 15 punktów[15]
  - Skład gwiazd sezonu
- Mistrzostwa Świata w Hokeju na Lodzie 2016/Elita:
  - Zdobywca dwóch goli w zwycięskim meczu półfinałowym przeciw Rosji (3:1)[16]
- Mistrzostwa Świata w Hokeju na Lodzie 2017/Elita:
  - Trzecie miejsce w klasyfikacji asystentów turnieju: 9 asyst[17]
  - Jeden z trzech najlepszych zawodników reprezentacji w turnieju[18]
- Mistrzostwa Świata w Hokeju na Lodzie 2018/Elita:
  - Pierwsze miejsce w klasyfikacji strzelców turnieju: 9 goli[19]
  - Czwarte miejsce w klasyfikacji asystentów turnieju: 9 asyst[20]
  - Drugie miejsce w klasyfikacji kanadyjskiej turnieju: 18 punktów[21]
  - Pierwsze miejsce w klasyfikacji +/- turnieju: +15[22]
  - Jeden z trzech najlepszych zawodników reprezentacji w turnieju[23]
  - Najlepszy napastnik turnieju[24]
  - Skład gwiazd turnieju[25]